# 薩克拉科查湖
9°36′38″S 76°58′25″W / 9.61056°S 76.97361°W
薩克拉科查湖（Lake Sacracocha），是秘魯的湖泊，位於該國中部瓦努科大區，由瓦馬利埃斯省的利亞塔區負責管轄，該湖泊處於亞納科查湖西北面。